# Žurnal24
Žurnal24 est un journal slovène, fondé en 2007. Distribué sous format papier entre 2007 et 2014, il devient ensuite exclusivement diffusé sur Internet.

## Histoire

### Création
Le groupe Žurnal media est créé en 2003 par le groupe de médias autrichiens Styria Media Group (de). Le modèle de rédaction se veut assez différent de l'organisation traditionnelle de la salle de rédaction utilisé en Europe centrale. L'organisation retenue à Žurnal se veut plus proche des méthodes anglo-saxonnes de salle de rédaction centralisée, le bureau du marketing et le rédacteur en chef travaillant ensemble sur les contenus.
Le journal est lancé en octobre 2007, sous forme d'un journal quotidien gratuit. En même temps que le quotidien, le site est lancé. À cette période, environ 80 personnes produisent de l'information pour les différents canaux de communication de Žurnal.
En décembre 2008, l'organisation spatiale et fonctionnelle est revue afin de structurer une double gouvernance, avec d'une part le journal et d'autre part le site, présentant des contenus différents tout en partageant les informations. Le site permet ainsi une publication d’information en continu, alors que le journal publie des articles plus en profondeur permettant un recul vis-à-vis de l'immédiateté de l'information. Cette intégration avait été préparée depuis mars 2008, après avoir visité de nombreuses salles de presse européennes et américaines. Cette division permet de favoriser à la fois une émulation et une coopération entre les équipes, selon Goran Novković, alors rédacteur en chef du quotidien. Les journalistes d'alors confirment ces effets favorables, mais notent également des heurts et des résistances structurelles.

### Difficultés économiques
En 2014, le journal est confronté à une crise qui entraîne le licenciement de toute l'équipe, soit 53 journalistes — dont neuf femmes en congé de maternité — et plus d'une centaine de personnes en comptant le personnel administratif et technique, ce plan social étant annoncé la veille aux salariés,.
La faiblesse de marché publicitaire slovène est pointée comme raison principale de la fermeture du journal gratuit, les recettes ayant été surévaluées par l'investisseur styrien en 2007. Au total, les revenus de la société Žurnal media, baissent d'environ un million d'euros entre 2012 et 2013, atteignant 5,04 millions d'euros à cette date. Le magazine enregistre une perte de 1,6 million d'euros lors de cette dernière année.
Depuis sa création, le groupe Žurnal media a perdu environ quarante millions d'euros ; toutefois, il n'est pas endetté, les pertes ayant été couvertes par l'investisseur autrichien.